# March of the Slunks
Albums de Buckethead
Racks
(2012) The Silent Picture Book
(2012)
March of the Slunks est le 39e album studio de Buckethead. Il est aussi le 9e album faisant partie de la série « Buckethead Pikes ».

## Liste des titres
| 1.    | Magellan's Maze              | 2:57 |
| 2.    | Burying Toys                 | 2:12 |
| 3.    | Malbert's Strut              | 3:18 |
| 4.    | Happy Landing                | 2:20 |
| 5.    | The Robot Who Lost Its Head  | 3:58 |
| 6.    | Thud                         | 1:40 |
| 7.    | Satellite Invaders           | 3:09 |
| 8.    | The Other Side of the Island | 2:42 |
| 9.    | Ghost Coop                   | 3:25 |
| 10.   | The Raid                     | 3:04 |
| 11.   | Vault                        | 1:51 |
| 30:36 |                              |      |